# 北张家巷雕花楼
北张家巷雕花楼位于江苏省苏州市姑苏区北张家巷9号，建于清代。为苏州市文物保护单位。

## 历史
北张家巷雕花楼建于清后期，共有三路五进。中路面阔3间，后两进两侧厢楼贯通，走廊四周相连。东路存有花厅、楼厅。西路有小园及佛堂等。雕花部分主要在中路后二进，分布于廊檐等处，雕刻有亭台、山水、花鸟等，雕工精细繁复，内容俱不相同，有浙江东阳木雕之风格。

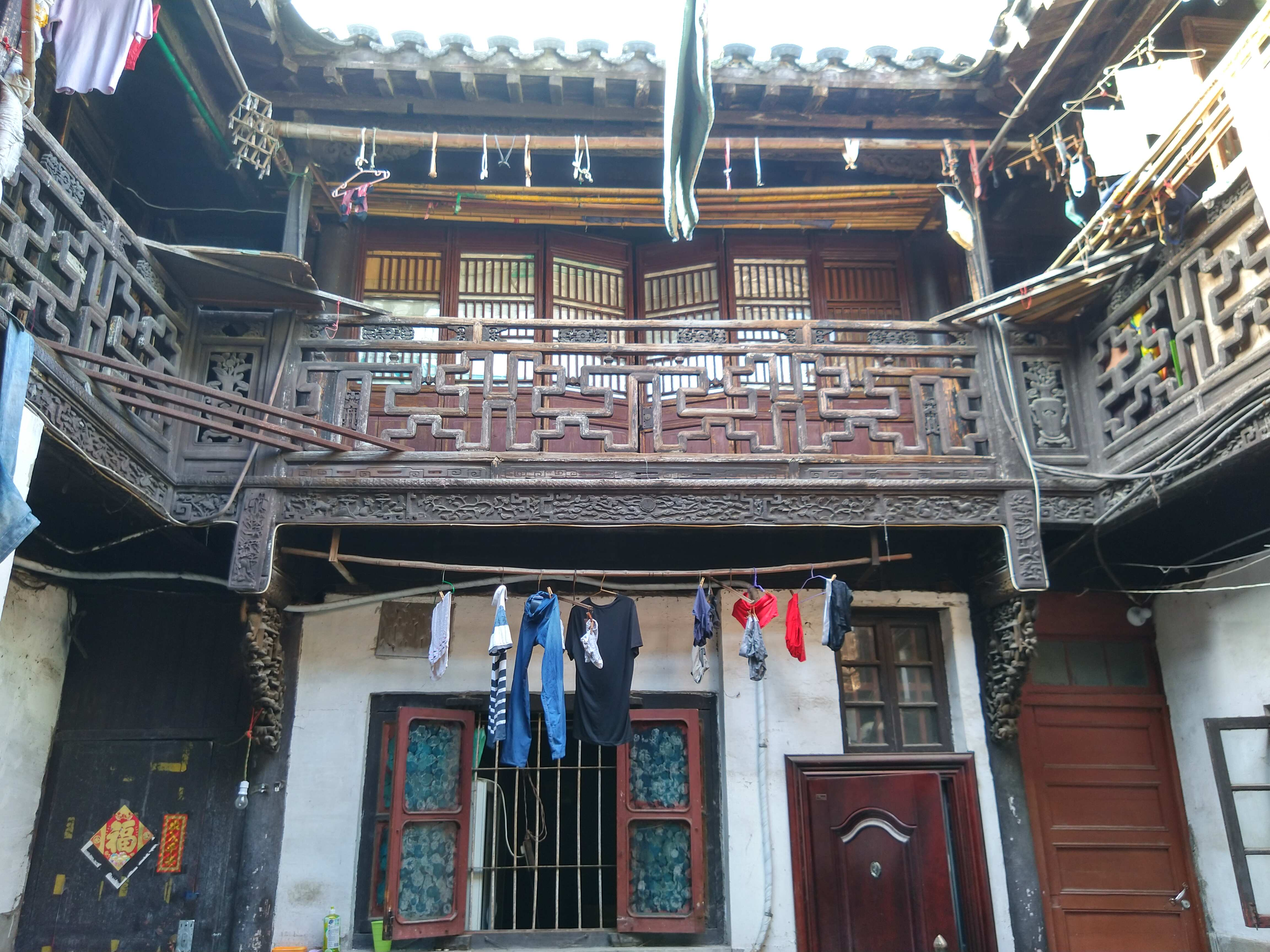
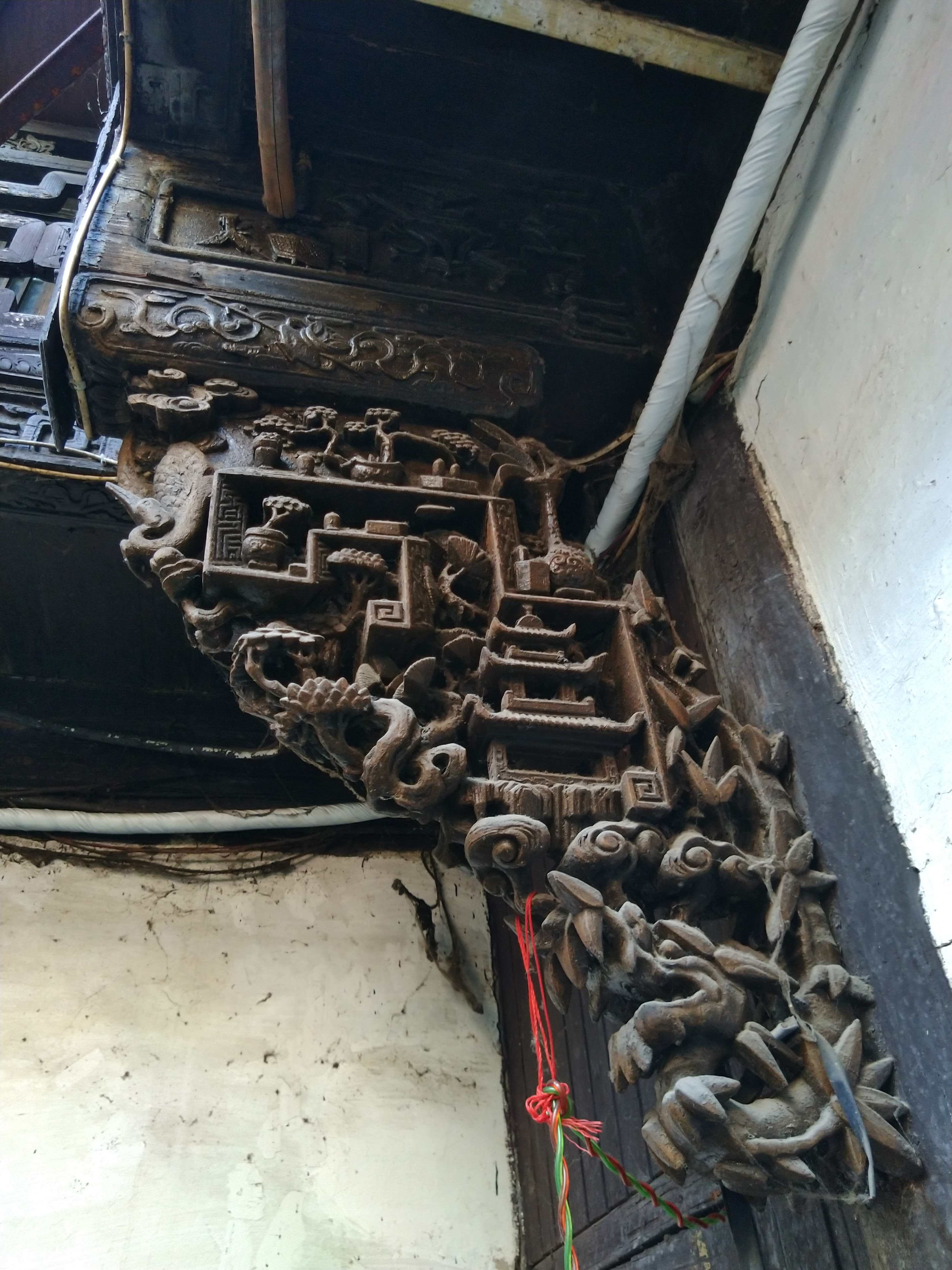
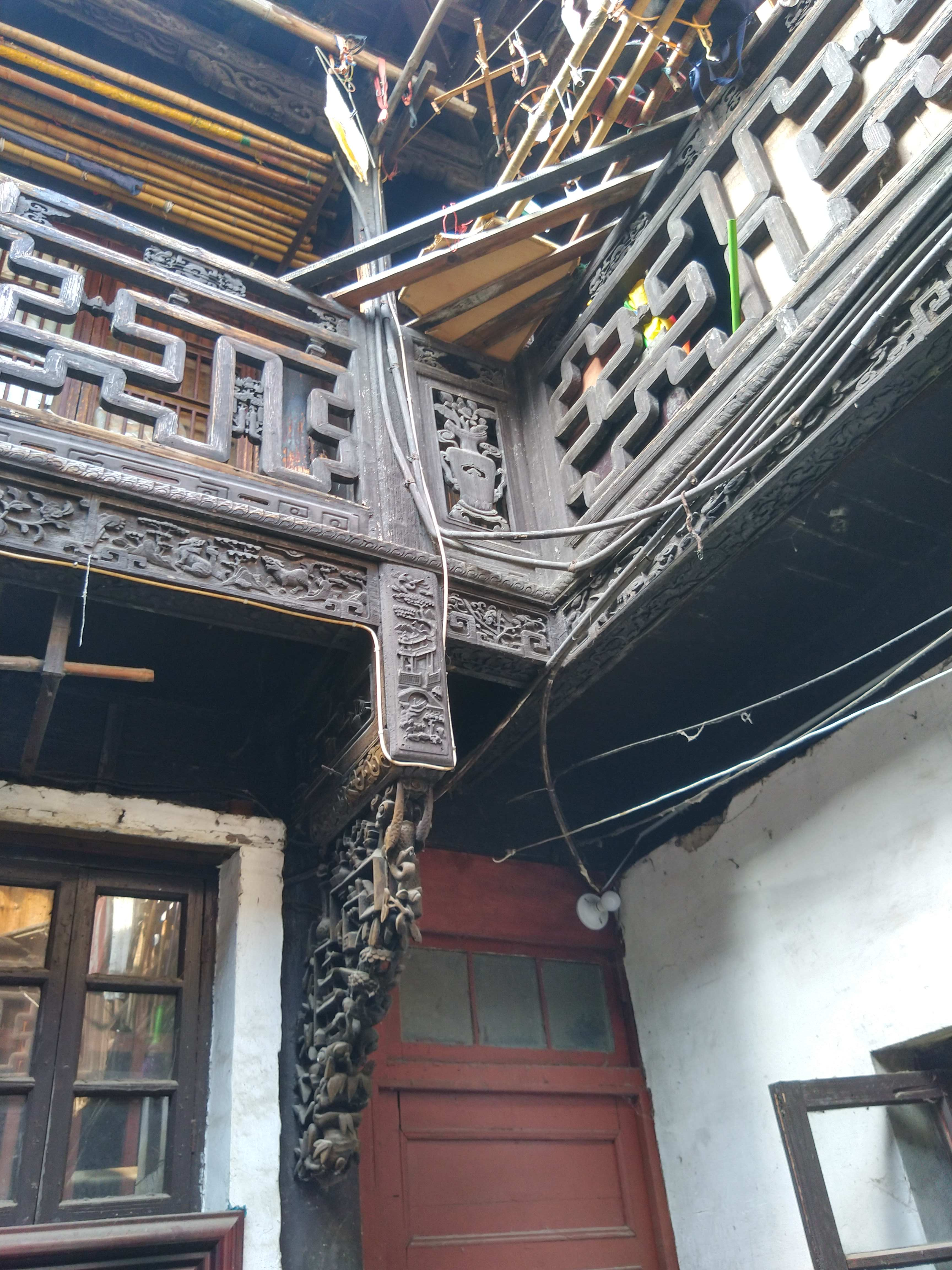

该宅主为清江苏道台沈澄之。